# يقاعة (النادرة)

تعديل مصدري - تعديل

يقاعة هي إحدى قرى عزلة الزمازمة بمديرية النادرة التابعة لمحافظة إب، بلغ تعداد سكانها 617 نسمة حسب تعداد اليمن لعام 2004.